# Dopaj (sport)
Dopajul sportiv reprezintă folosirea unor substanțe interzise pentru creșterea capacității de efort. Un caz particular e reprezentat de dopajul sanguin. Având un efect nociv, doparea este interzisă prin statute și regulamente.

## Situația în România
Convenția Europeană Împotriva Dopajului a fost adoptată la Strasbourg, la 16 noiembrie 1989. A intrat în vigoare la 1 martie 1990. România a ratificat Convenția prin Legea nr. 171 din 2 octombrie 1998, publicată în „Monitorul Oficial al României“, Partea I, nr. 385 din 9 octombrie 1998.
Conferința Generală a Organizației Națiunilor Unite pentru Educație, Știință și Cultură, (UNESCO), întrunită la Paris în perioada 3-21 octombrie 2005 cu ocazia celei de-a 33-a sesiuni, a adoptat în ziua de 19 octombrie 2005 Convenția Împotriva Dopajului în Sport, act cu aplicabilitate internațională, publicat în România în Monitorul Oficial Nr. 828 din 9 octombrie 2006.
Pe baza acestei Convenții, în România a fost adoptată Legea nr. 227/2006, privind prevenirea și combaterea dopajului în sport, publicată în Monitorul Oficial, Partea I nr. 518 din 15/06/2006 și intrată în vigoare la data de 18 iunie 2006, care prevede, între altele, că: prezența unei substanțe interzise sau a metaboliților acesteia ori a markerilor ei în proba biologică provenită de la un sportiv precum și utilizarea sau tentativa de a utiliza o substanță interzisă sau o metodă interzisă determină concluzia că un sportiv este dopat sau a intenționat să se dopeze.
Strategia națională antidoping a României pentru perioada 2007-2012 pleacă de la premiza că dopajul în sport este rezultatul îmbinării factorilor individuali, culturali, sociali și psihologici și că prevenirea dopajului în sport trebuie să se bazeze pe înțelegerea clară a naturii complexe a acestei probleme, precum și pe îmbinarea cuprinzătoare a strategiilor tuturor autorităților implicate în activitatea sportivă pentru a reuși eradicarea dopajului în sport, recunoscut ca o problemă gravă ce prejudiciază principiile fundamentale ale sportului. Această strategie are la bază strategia AMAD (Agenția Mondială Anti-Doping), organizație care a fost înființată în noiembrie 1999 și a devenit operațională în martie 2000.

## Situația în Germania de Vest
În 2013 a fost dat publicității un studiu făcut de Universitatea Humboldt din Berlin și Universitatea din Münster intitulat Dopajul în Germania din 1950 până azi, din care reiese că în Germania dopingul a fost practicat sistematic în sportul de performanță, susținut de oficialități sportive și tolerat de politicieni. Studiul include aproximativ 800 de pagini. Conform studiului, Institutul federal pentru știința sporturilor (Bundesinstitut für Sportwissenschaft) înființat în 1970 și subordonat Ministerului Federal de Interne a susținut sistematic folosirea substanțelor dopante și dopajul în sportul german, inclusiv în fotbal. Președintele Comitetului Olimpic German (DOSB, Federația Sportivă Olimpică Germană), Thomas Bach, a comentat situația spunând că va trebui înființată o comisie care să elaboreze recomandări privind felul cum trebuie sportul german, în speță sportivii, să reacționeze la rezultatele studiului. Michael Vesper, director general al DOSB, a exprimat părerea că, și după publicarea studiului, nu este nevoie de o lege națională anti-dopaj pentru că sportul, prin organizațiile sale, ar putea să pedepsească mai repede și mai eficient sportivii dopanți, în timp ce procesele în justiție ar putea dura chiar și ani de zile.

## Legături externe
- Dopaj